# The Minus Man
The Minus Man és una pel·lícula de thriller del 1999 protagonitzada per Owen Wilson i Janeane Garofalo. Està basada en la novel·la de Lew McCreary, i dirigida per Hampton Fancher, que també va escriure el guió. La pel·lícula se centra en un assassí en sèrie que Fancher descriu com "un encreuament entre el Norman Bates de Psicosi, Billy Budd de Melville i Chauncey Gardner de Being There'.

## Trama
Vann Siegert és un assassí en sèrie errant que enverina les seves víctimes; explica que sent que els està ajudant i que moren sense dolor. Després de matar un addicte a l'heroïna anomenat Casper que va conèixer en un bar, fa que la seva mort sembli una sobredosi i es trasllada a una nova ciutat. L'endemà, arriba a casa de Doug i Jane Durwin i lloga l'habitació de la seva filla desapareguda. En Doug recomana buscar feina a l'oficina de correus, ja que estan contractant ajuda de temporada per a Nadal.
En Doug porta en Vann a un partit de futbol de secundària, on coneix en Gene, un esportista estrella, i la seva família. Uns dies després, Vann ofereix al nen un passeig i l'assassina, enterrant el seu cos a una platja. Mentre cava la tomba, Vann té una conversa imaginària amb dos detectius, Blair i Graves, que fan preguntes burletes sobre els seus mètodes. Més tard, Vann ajuda la ciutat a buscar l'atleta desaparegut i fins i tot assisteix al seu ofici commemoratiu. Revela que matar a Gene va trencar dues de les seves regles personals: no matis ningú que coneguis i no matis ningú del teu poble. Els vincles de Vann amb la comunitat creixen a mesura que se li dona més responsabilitat a l'oficina de correus.
Una de les companyes de feina de Vann, Ferrin, el persegueix tímidament. Vann és conduït fins a la platja, on la parella intercanvien una abraçada incòmode directament sobre el lloc on Vann va enterrar en Gene. El dia de Nadal, Vann va a un restaurant i tria una altra víctima. Ella el convida a casa seva, on veu que és pintora. Alguna cosa de la seva feina el molesta i ell fuig. Vann torna al menjador i llisca verí a l'aigua d'un home que menja sol. Una autòpsia revela que la mort va ser el resultat d'un verí rar derivat d'un fong d'escorça d'arbre trobat al nord-oest del Pacífic. Aleshores, el verí està relacionat amb la mort de Casper i amb la de Gene quan es troba el seu cos. Vann sap que la policia finalment lligarà els assassinats a ell. Mentre es mira al mirall, es treu els cabells de la jaqueta i els posa en un sobre on escriu 'FERRiN'.
La Jane és trobada morta per un cop a la nuca. La policia sospita de Doug, però a Vann li preocupa que l'augment de l'escrutini d'un altre assassinat condueixi la policia a ell. Durant una cita amb Ferrin, intenta iniciar relacions sexuals agredint-la. Està aterrida i Vann marxa. L'endemà, la policia arresta Doug per l'assassinat de Jane. Vann empaqueta les seves coses. Abans de marxar de la ciutat, posa en una bústia el seu uniforme postal i el sobre marcat "FERRiN", que conté la mostra dels seus cabells. Mentre ho deixa tot enrere, la pel·lícula acaba mentre condueix per l'autopista, només dient que vol portar una vida més regular un cop arribi allà on vagi. El persegueix una policia que s'havia acostat abans a la platja. Després de mirar-lo bé enmig dels seus focus amb el seu creuer policial, ella li somriu i agafa la bifurcació de la dreta, mentre Vann agafa l'esquerra.

## Repartiment
- Owen Wilson com a Vann Siegert
- Dwight Yoakam com el detectiu Blair
- Dennis Haysbert com el detectiu Graves
- Alex Warren com a agent estatal
- Mercedes Ruehl com a Jane Durwin
- Brian Cox com Doug Durwin
- Janeane Garofalo com a Ferrin
- Meg Foster com a Irene
- John Vargas com a sacerdot
- Eric Mabius com a Gene
- Larry Miller com a Paul
- Sheryl Crow com a Casper
- John Carroll Lynch com a cambrer (primera escena)

## Recepció
La pel·lícula té una puntuació d'aprovació del 58% a Rotten Tomatoes basat en 36 ressenyes. El consens dels crítics del lloc afirma: "Tot i que les seves emocions tènues i la manca de respostes poden resultar frustrants," The Minus Man ofereix un rendiment esgarrifós mesurat d'Owen Wilson."
Roger Ebert va anomenar la pel·lícula "un thriller psicològic d'un poder poc comú potser perquè és tan silenciós i tortuós".A Los Angeles Times, Kevin Thomas va escriure "és sobretot una experiència tan inquietant us trobeu encara agafant-ho tot bé després que s'hagin encès els llums".
En elogiar la pel·lícula, Andrew Sarris escrivint per a New York Observer va dir: "Un corrent submergit creixent de comèdia negra ens condueix cap al mar sense sortir mai a la superfície amb una sensació psicològica o explicacions sociològiques. No podem riure en veu alta, ni podem sentir cap pena". Sarris destaca l'actuació de Garofalo com "incandescent... un dels personatges femenins de pel·lícules més seductors i entranyables dels darrers anys: enginyosa, picants, però alhora solitària i aterrida pel rebuig". Glenn Lovell va descriure la pel·lícula com "una barreja segura d'Albert Camus i el clàssic d'Alfred Hitchcock, Shadow of a Doubt" a la seva ressenya a Variety.
La pel·lícula va ser nominada al Gran Premi del Jurat al Festival de Cinema de Sundance.

## Màrqueting
La campanya i els materials promocionals The Minus Man de The Shooting Gallery, com moltes pel·lícules independents (vegeu Chacun cherche son chat de Sony Pictures Classics i Joc de llàgrimes de Miramax) van intentar despertar la discussió/el boca-orella entre els membres del públic després que van deixar el cinema. A més de l'etiqueta "No ho vegis sol. A menys que t'agradi parlar amb tu mateix", un tràiler de la pel·lícula mostrava a una parella parlant de la pel·lícula mentre surten del cinema. La seva conversa els porta d'un lloc a l'altre per tota la ciutat, fins que l'home (interpretat per Eddie Ifft) es meravella de com de bonica és la sortida del sol. La dona (interpretada per Marin Hinkle) s'adona que arriba tard a la feina i corre a la seva feina com a socorrista, on dues persones suren mortes a la piscina. L'anunci acaba amb el lema "Atenció, en podeu parlar durant hores". Es van associar amb cafeteries i bars locals per oferir oportunitats per a aquestes converses suposadament d'una hora de durada.
El tràiler principal presentava el lema: "Quan està al voltant, no hi ha res suma" i va promocionar la pel·lícula com el producte dels "productors de Sling Blade" i "l'escriptor de Blade Runner i The Mighty Quinn".